# Wspólnota administracyjna Redwitz an der Rodach
Wspólnota administracyjna Redwitz an der Rodach – wspólnota administracyjna (niem. Verwaltungsgemeinschaft) w Niemczech, w kraju związkowym Bawaria, w rejencji Górna Frankonia, w regionie Oberfranken-West, w powiecie Lichtenfels. Siedziba wspólnoty znajduje się w miejscowości Redwitz an der Rodach, a jej przewodniczącym jest Christian Mrosek.
Wspólnota administracyjna zrzesza gminę targową (Markt) oraz gminę wiejską (Gemeinde):
1. Marktgraitz, gmina targowa, 1 280 mieszkańców, 3,75 km²
2. Redwitz an der Rodach, 3 396 mieszkańców, 14,66 km²